# Dicamptus braunsii
Dicamptus braunsii là một loài tò vò trong họ Ichneumonidae.